# لي شيل غون
لي شيل غون (مواليد 5 سبتمبر 1970) هو ملاكم كوري شمالي، مثّل بلاده في الألعاب الأولمبية الصيفية 1992.

## روابط خارجية
لي شيل غون على موقع أوليمبيديا (الإنجليزية)